# Helicobacter
Genre

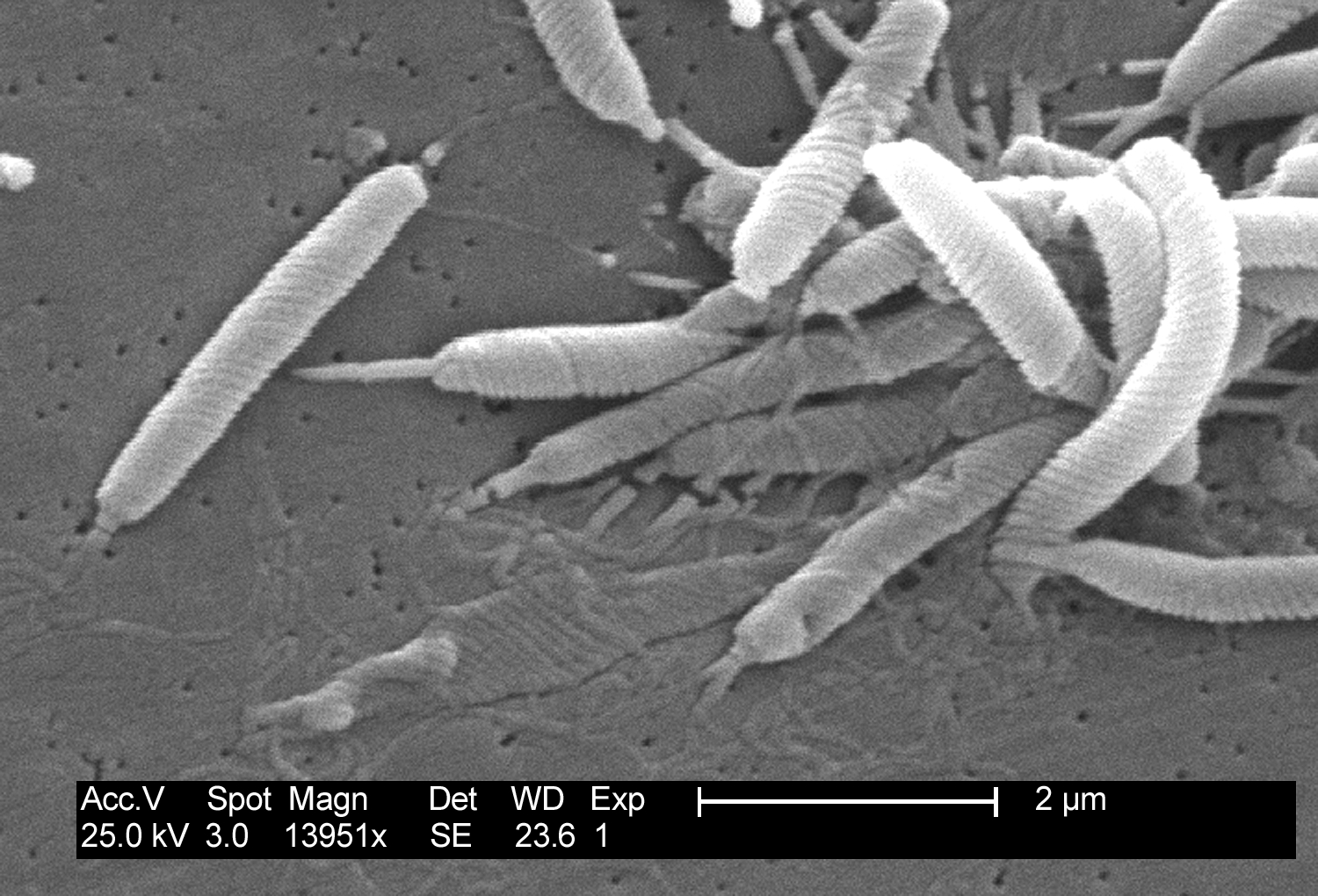
Helicobacter pylori au microscope électronique.

Helicobacter est un genre de bacilles Gram négatif, spiralés, mobiles par ciliature polaire appartenant à la famille des Helicobacteraceae et à la classe des Epsilonproteobacteria.
Le métabolisme est aérobie et le type respiratoire micro-aérophile. Ce sont des bactéries chimio-organotrophes, oxydase et catalase positive.
Ces bactéries ont en commun une spécificité étroite d’espèces et de tissus (estomac).

## Taxonomie
- Taxons (espèces) de rang inférieur :
  - Helicobacter acinonychis
  - Helicobacter aurati
  - Helicobacter bilis
  - Helicobacter bizzozeronii
  - Helicobacter canadensis
  - Helicobacter canis
  - Helicobacter cholecystus
  - Helicobacter cinaedi
  - Helicobacter felis
  - Helicobacter fennelliae
  - Helicobacter ganmani
  - Helicobacter gastritis
  - Helicobacter heilmannii
  - Helicobacter hepaticus
  - Helicobacter mesocricetorum
  - Helicobacter muridarum
  - Helicobacter mustelae
  - Helicobacter pametensis
  - Helicobacter pullorum
  - Helicobacter pylori
  - Helicobacter rodentium
  - Helicobacter salomonis
  - Helicobacter trogontum
  - Helicobacter typhlonius